# Keisuke Honda
Keisuke Honda (japonsky 本田 圭佑; 13. červen 1986, Seccu, prefektura Ósaka, Japonsko) je japonský fotbalový trenér a bývalý fotbalový útočník, který reprezentoval Japonsko.

## Klubová kariéra
Keisuke Honda působil v japonském klubu Nagoya Grampus, odkud v lednu 2008 odešel do belgického VVV-Venlo. O dva roky později v lednu 2010 přestoupil do ruského týmu CSKA Moskva, se kterým v sezóně 2012/13 vyhrál ligový titul i ruský pohár. Pohár získal i v sezóně 2010/11.
V létě 2013 jej chtěly získat italské kluby AC Milan a Juventus FC, anglické Tottenham Hotspur FC a Liverpool FC a bohatý monacký AS Monaco. CSKA požadoval 5 milionů eur, přestup se nicméně nerealizoval. Honda se nakonec domluvil s AC Milán, kam přestoupil po skončení smlouvy s ruským klubem v lednu 2014 jako volný hráč. Jeho posledním soutěžním zápasem bylo závěrečné utkání v základní skupině D Ligy mistrů 2013/14 10. prosince 2013 proti Viktorii Plzeň (šlo o postup do Evropské ligy 2013/14). CSKA podlehl 1:2, ačkoli vedl 1:0, ruský tým tak ve skupině obsadil se ziskem 3 bodů poslední čtvrté místo. Honda byl jako jeden z mála hráčů hodnocen ruským tiskem pozitivně.
V létě roku 2017 po vypršení kontraktu s AC Milán zamířil za Atlantský oceán do mexického klubu CF Pachuca.

### Vitesse Arnhem
Na začátku listopadu 2019 se jako volný hráč domluvil s nizozemským prvoligovým klubem Vitesse Arnhem.

## Reprezentační kariéra
Hrál za japonskou reprezentaci do 20 let a představil se i na Letních olympijských hrách v Pekingu v roce 2008 (tým U23), kde Japonsko nezískalo ani bod a obsadilo poslední čtvrtou příčku v základní skupině B.
V A-týmu Japonska debutoval v témže roce 2008, 22. června nastoupil proti Bahrajnu.

## Trenérská kariéra
V době, kdy ještě působil v australském Melbourne Victory se stal trenérem reprezentace Kambodži.
Podepsal dvouletou smlouvu bez nároku na honorář.

## Přestupy
- z Nagoya Grampus do VVV-Venlo zadarmo
- z VVV-Venlo do CSKA Moskva za 6 000 000 Euro
- z CSKA Moskva do AC Milán zadarmo
- z AC Milán do CF Pachuca zadarmo
- z CF Pachuca do FC Melbourne zadarmo

## Statistiky

### Klubové
| Sezóna           | Klub              | Liga             | Liga   | Liga | Ligové poháry | Ligové poháry | Ligové poháry | Kontinentální poháry | Kontinentální poháry | Kontinentální poháry | Celkem | Celkem |
| Sezóna           | Klub              | Soutěž           | Zápasy | Góly | Soutěž        | Zápasy        | Góly          | Soutěž               | Zápasy               | Góly                 | Zápasy | Góly   |
| ---------------- | ----------------- | ---------------- | ------ | ---- | ------------- | ------------- | ------------- | -------------------- | -------------------- | -------------------- | ------ | ------ |
| 2004             | Nagoja            | J1 League        | 0      | 0    | JP            | 1             | 0             | -                    | 0                    | 0                    | 1      | 0      |
| 2005             | Nagoja            | J1 League        | 31     | 2    | JP+JLP        | 2+2           | 0             | -                    | 0                    | 0                    | 35     | 2      |
| 2006             | Nagoja            | J1 League        | 29     | 6    | JP+JLP        | 1+4           | 0+2           | -                    | 0                    | 0                    | 34     | 8      |
| 2007             | Nagoja            | J1 League        | 30     | 3    | JP+JLP        | 2+3           | 0             | -                    | 0                    | 0                    | 35     | 3      |
| Celkem za Nagoju | Celkem za Nagoju  | Celkem za Nagoju | 90     | 11   | -             | 15            | 2             | -                    | 0                    | 0                    | 105    | 13     |
| 2008             | Venlo             | Eredivisie       | 14+3   | 2    | -             | 0             | 0             | -                    | 0                    | 0                    | 17     | 2      |
| 2008/09          | Venlo             | Eerste Divisie   | 36     | 16   | NP            | 1             | 0             | -                    | 0                    | 0                    | 37     | 16     |
| 2009/10          | Venlo             | Eredivisie       | 18     | 6    | NP            | 2             | 2             | -                    | 0                    | 0                    | 20     | 8      |
| Celkem za Venlo  | Celkem za Venlo   | Celkem za Venlo  | 71     | 24   | -             | 3             | 2             | -                    | 0                    | 0                    | 74     | 26     |
| 2010             | CSKA Moskva       | Premier Liga     | 28     | 4    | RP+RS         | 1+1           | 0             | LM+EL                | 4+6                  | 1+1                  | 40     | 6      |
| 2011/12          | CSKA Moskva       | Premier Liga     | 25     | 8    | RP+RP+RS      | 4+1+1         | 0             | LM                   | 1                    | 0                    | 34     | 8      |
| 2012/13          | CSKA Moskva       | Premier Liga     | 23     | 7    | RP            | 3             | 1             | EL                   | 2                    | 1                    | 28     | 9      |
| 2013/14          | CSKA Moskva       | Premier Liga     | 18     | 1    | RP+RS         | 0+1           | 2             | LM                   | 6                    | 2                    | 34     | 8      |
| Celkem za CSKA   | Celkem za CSKA    | Celkem za CSKA   | 94     | 20   | -             | 12            | 3             | -                    | 21                   | 5                    | 127    | 28     |
| 2014             | Milán             | Serie A          | 14     | 1    | IP            | 2             | 1             | -                    | 0                    | 0                    | 16     | 2      |
| 2014/15          | Milán             | Serie A          | 29     | 6    | IP            | 1             | 0             | -                    | 0                    | 0                    | 30     | 6      |
| 2015/16          | Milán             | Serie A          | 30     | 1    | IP            | 7             | 1             | -                    | 0                    | 0                    | 37     | 2      |
| 2016/17          | Milán             | Serie A          | 8      | 1    | IP+IS         | 1+0           | 0             | -                    | 0                    | 0                    | 9      | 1      |
| Celkem za Milán  | Celkem za Milán   | Celkem za Milán  | 81     | 9    | -             | 11            | 2             | -                    | 0                    | 0                    | 92     | 11     |
| 2017/18          | CF Pachuca        | Primera División | 17     | 5    | MP            | 5             | 3             | MSk                  | 2                    | 0                    | 24     | 8      |
| 2018/19          | Melbourne Victory | A-League         | 18     | 7    | AP            | 0             | 0             | LM AFC               | 4                    | 1                    | 22     | 8      |
| 2019/20          | Vitesse           | Eredivisie       | 4      | 0    | NP            | 0             | 0             | -                    | 0                    | 0                    | 4      | 0      |
| 2020             | Botafogo          | Carioca+Série A  | 4+18   | 1+2  | BP            | 5             | 0             | -                    | 0                    | 0                    | 27     | 3      |
| břez.–čer. 2021  | Neftçi Bakı       | Premyer Liqası   | 7      | 2    | -             | 0             | 0             | -                    | 0                    | 0                    | 7      | 2      |
| zař.–lis. 2021   | Sūduva            | A lyga           | 6      | 1    | -             | 0             | 0             | -                    | 0                    | 0                    | 6      | 1      |
| Celkově          | Celkově           | Celkově          | 408    | 82   | -             | 51            | 12            | -                    | 27                   | 6                    | 486    | 100    |

### Reprezentační
| Japonsko | Japonsko | Japonsko |
| Roky     | Záp.     | Góly     |
| -------- | -------- | -------- |
| 2008     | 1        | 0        |
| 2009     | 10       | 3        |
| 2010     | 12       | 3        |
| 2011     | 8        | 2        |
| 2012     | 9        | 4        |
| 2013     | 12       | 8        |
| 2014     | 13       | 4        |
| 2015     | 14       | 10       |
| 2016     | 7        | 2        |
| 2017     | 5        | 0        |
| 2018     | 7        | 1        |
| Celkem   | 98       | 37       |

## Úspěchy

### Klubové
- 1× vítěz ruské ligy (2012/13)
- 2× vítěz ruského poháru (2010/11, 2012/13)
- 1× vítěz ruského Superpoháru (2013)
- 1× vítěz italského Superpoháru (2016)
- 1× vítěz druhé nizozemské ligy (2008/09)

### Reprezentační
- 3× na MS (2010, 2014, 2018)
- 2× na MA (2011 - zlato, 2015)
- 1x na OH (2008)
- 1× na konfederačním poháru (2013)
- 1x na MS 20 (2005)

### Individuální
- 1× nejlepší hráč druhé nizozemské ligy (2008/09)
- 1× nejlepší hráč MA 2011